# 里卡尔多·代罗西
里卡尔多·代罗西（義大利語：Riccardo Dei Rossi，1969年2月6日—），意大利男子赛艇运动员。他曾代表意大利参加1992年、1996年和2000年夏季奥林匹克运动会赛艇比赛，其中在2000年奥运会获得一枚银牌。